# پی‌اس‌آی-تکتوریجنین
پی‌اس‌آی-تکتوریجنین (به انگلیسی: Psi-tectorigenin) با فرمول شیمیایی C۱۶H۱۲O۶ یک ترکیب شیمیایی با شناسه پاب‌کم ۵۳۵۳۹۱۱ است. که جرم مولی آن ۳۰۰٫۲۶ g/mol می‌باشد. 